# Changan CS85
Changan CS85 Coupe — среднеразмерный кроссовер, выпускающийся с 2019 года китайской компанией Changan.

## Описание
Автомобиль Changan CS85 дебютировал на Auto Guangzhou в 2019 году и был запущен в продажу в марте того же года в Китае. Его цены составляют от 136900 до 169900 юаней.

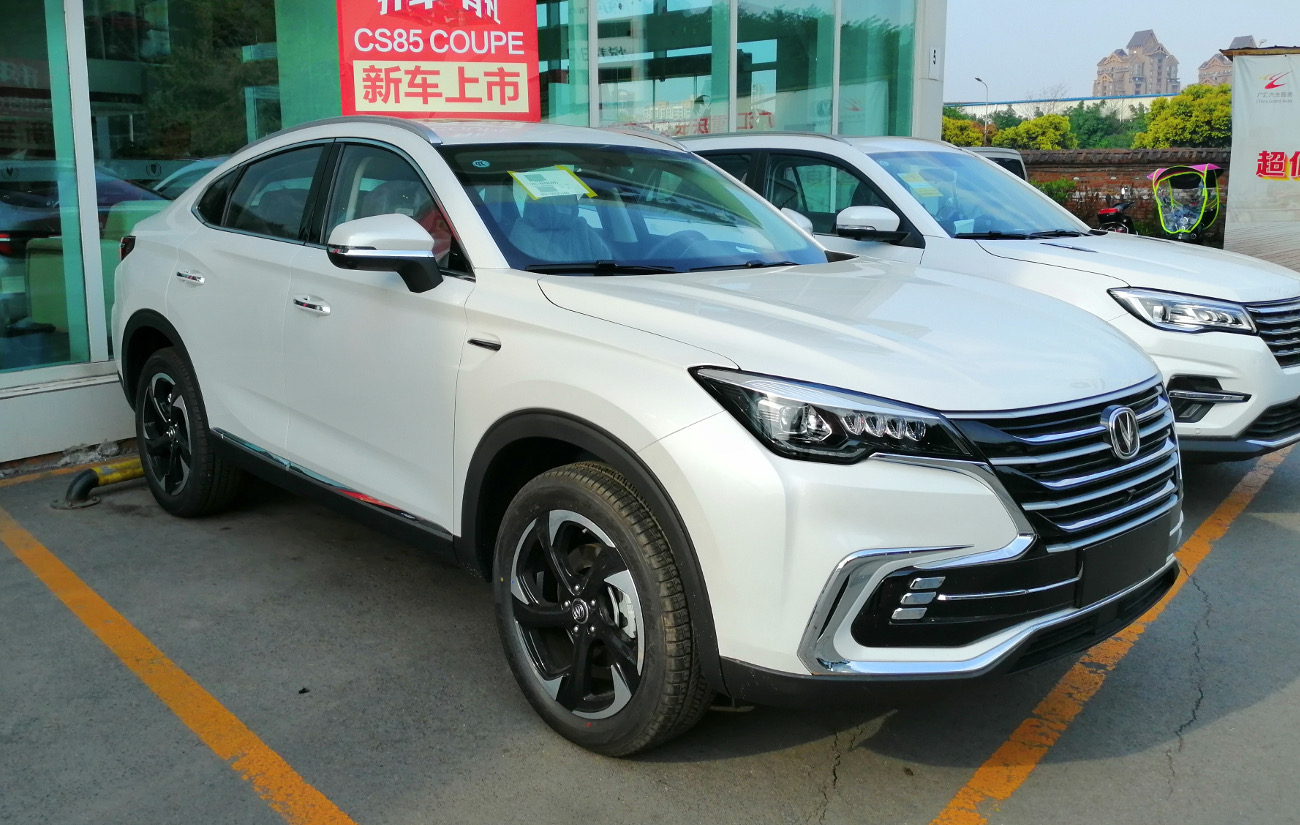
Chang'an CS85 Coupe
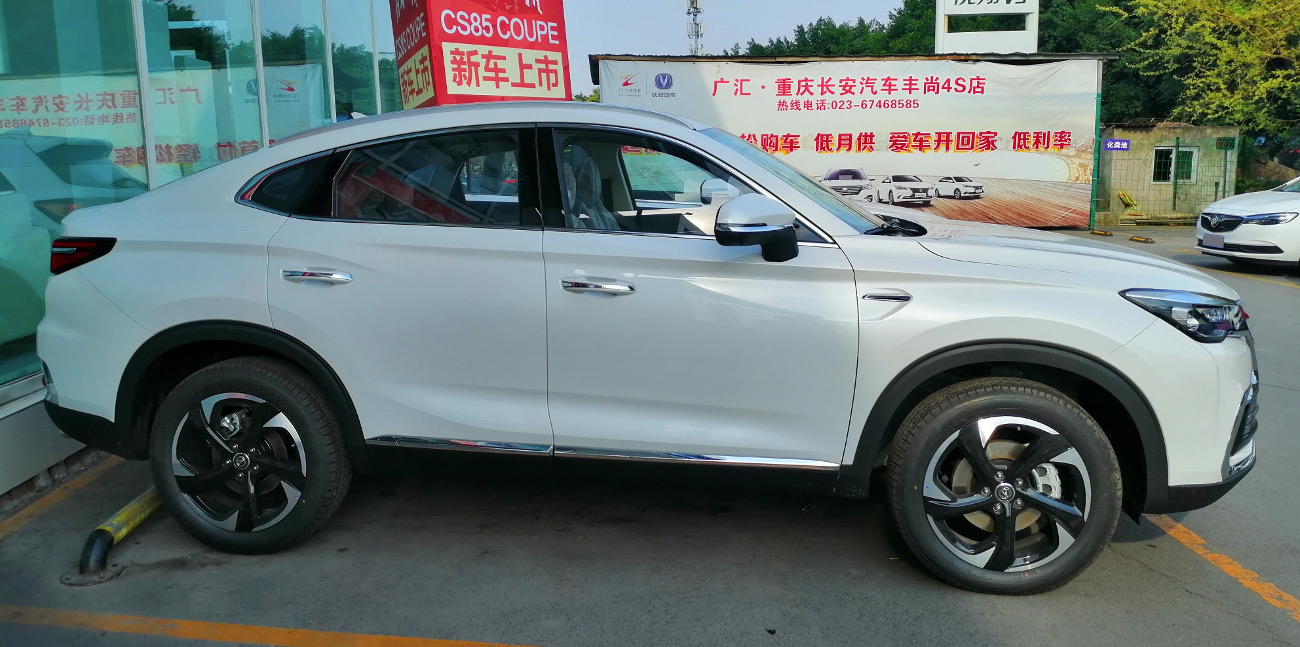
Вид справа
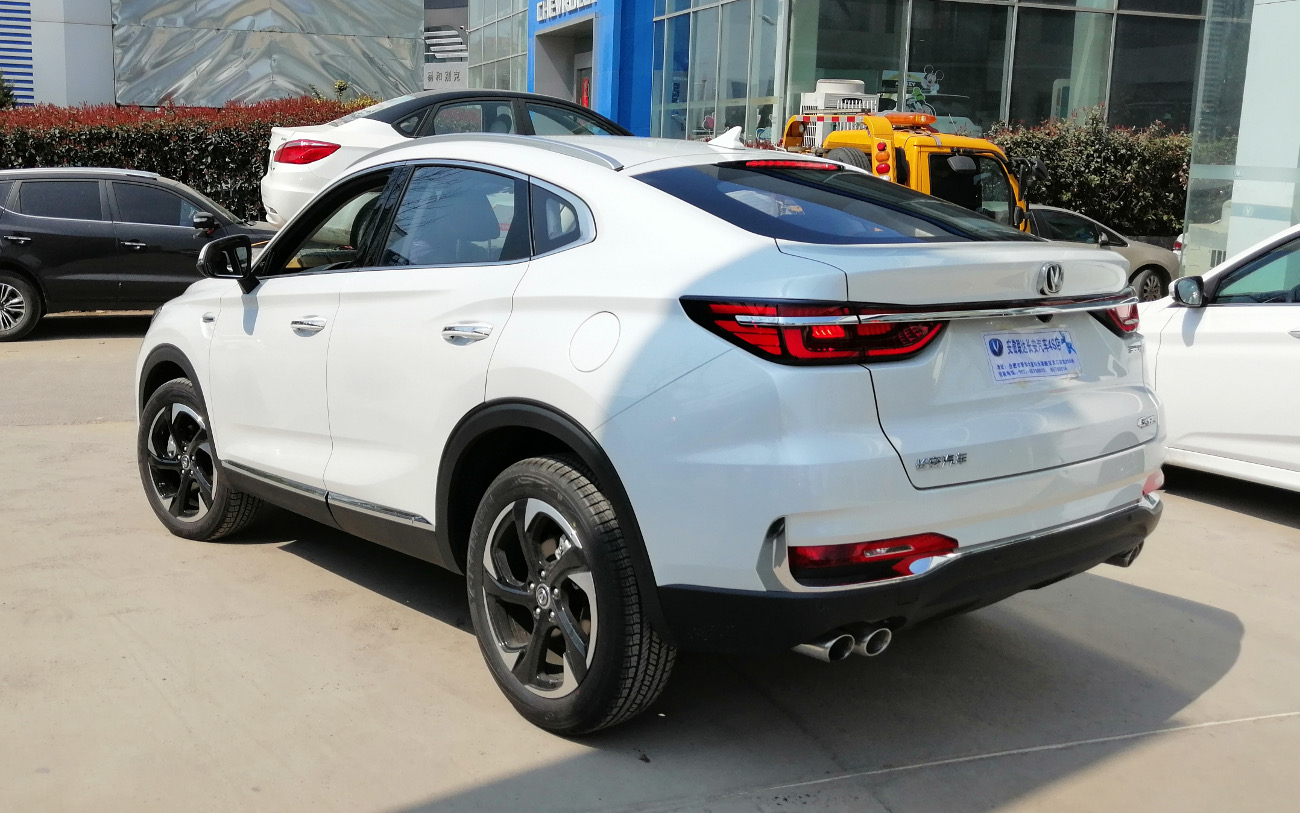
Вид сзади

## Технические характеристики
Автомобиль Changan CS85 является купеобразным кроссовером компании Changan. Его вместимость составляет 5 мест. Автомобиль оснащается 2-литровым двигателем внутреннего сгорания мощностью 233 л. с. и крутящим моментом 360 Н*м. Позднее в моторную гамму был добавлен 1,5-литровый двигатель. В России автомобиль предлагается с полным приводом. Конкурентом является Geely Tugella. На российском рынке автомобиль заменил BMW X4. Технически автомобиль имеет сходство с Changan CS35 Plus.